# Sälgsjön, Gästrikland
Sälgsjön är en sjö i Hofors kommun i Gästrikland och ingår i Gavleåns huvudavrinningsområde. Sjön är 11 meter djup, har en yta på 1,13 kvadratkilometer och befinner sig 120 meter över havet. Sjön avvattnas av vattendraget Getån (Stamsån).

## Delavrinningsområde
Sälgsjön ingår i det delavrinningsområde (670670-153229) som SMHI kallar för Utloppet av Sälgsjön. Medelhöjden är 155 meter över havet och ytan är 7,3 kvadratkilometer. Räknas de 7 avrinningsområdena uppströms in blir den ackumulerade arean 28,27 kvadratkilometer. Getån (Stamsån) som avvattnar avrinningsområdet har biflödesordning 3, vilket innebär att vattnet flödar genom totalt 3 vattendrag innan det når havet efter 79 kilometer. Avrinningsområdet består mestadels av skog (68 procent). Avrinningsområdet har 1,23 kvadratkilometer vattenytor vilket ger det en sjöprocent på 16,8 procent.